# Le Diamant
Le Diamant – miasto i gmina na Martynice (Departament zamorski Francji); 5602 mieszkańców (2007). Wywodzi swoją nazwę od wyspy Rocher du Diamant.